# گربه پامپا
گربه پامپا یا کولوکولو (نام علمی: Leopardus colocolo) نام یک گونه از سرده پلنگچه‌ها است. این گونه در مقایسه با گربه‌های شهری ابعادی کمی بزرگتر داشته و به طور مشخص دم‌های پشمالوتری از گربه‌های خانگی و شهری دارد‌‌